# USS Saratoga (CV-3)
La USS Saratoga (CV-3) è stata la seconda portaerei della United States Navy e la quinta nave a prendere il nome dalla battaglia di Saratoga. Appartenente alla classe Lexington, fu varata un mese prima della sorella e capoclasse Lexington. Essendo la Saratoga identica alla Lexington sul suo fumaiolo fu dipinta una grande striscia verticale nera per permetterne l'identificazione da parte dei piloti in appontaggio, per questo la nave si meritò il soprannome di Stripe-Stacked Sara. La Saratoga, assieme alla Enterprise ed alla Ranger, fu l'unica delle portaerei prebelliche statunitensi a sopravvivere all'intera seconda guerra mondiale.

## Storia

### Costruzione e varo
Fu impostata il 25 settembre 1920 nei cantieri della New York Shipbuilding di Camden, New Jersey, come incrociatore da battaglia, il terzo della classe Lexington. In conformità al Trattato navale di Washington sulla limitazione degli armamenti navali la classe Lexington fu cancellata e al suo posto fu creata una classe di portaerei omonima. Il 1º luglio 1922 la costruzione della Saratoga fu fermata e la nave venne ri-ordinata come portaerei e riclassificata CV-3. Fu varata il 7 aprile 1925 da Mrs. Olive Doolittle Wilbur, moglie dell'allora Segretario alla Marina Curtis D. Wilbur, ed entrò in servizio il 16 novembre 1927 ai comandi del capitano Harry E. Yarnell.

### Periodo interbellico
Il 6 gennaio 1928 salpò da Filadelfia per effettuare i primi test. L'11 gennaio Marc Mitscher effettuò il primo appontaggio. Durante un esperimento svolto il 27 gennaio, il dirigibile Los Angeles, ormeggiato a poppa della Saratoga, prelevò da essa carburante e rifornimenti. Lo stesso giorno, la Saratoga partì in direzione del Pacifico attraverso il Canale di Panama. Effettuò una breve deviazione di rotta tra il 14 ed il 16 febbraio per portare dei Marines a Corinto, in Nicaragua. Infine, il 21 febbraio, si unì alla Battle Fleet di stanza nella base navale di San Pedro, in California. Il resto dell'anno fu speso in manovre di flotta e per effettuare gli ultimi test sui motori.
Il 15 gennaio 1929 la Saratoga salpò da San Diego assieme alla Battle Fleet per partecipare alla sua prima esercitazione militare, la Fleet Problem IX. Con una mossa audace, la Saratoga si staccò dalla flotta con un solo incrociatore come scorta e, dopo un'ampia virata a sud, iniziò un attacco simulato al Canale di Panama, difeso dalla Scouting Fleet e dalla sorella della Saratoga, la Lexington.
Il 26 gennaio lanciò con successo un attacco aereo e, pur essendo stata "affondata" per tre volte nel corso della giornata, dimostrò la versatilità di una Task Force di portaerei veloci. L'idea fu così incorporata nella dottrina di flotta e riutilizzata l'anno successivo nella Fleet Problem X svolta nei Caraibi. In questa occasione, però, la Saratoga e la Langley furono "disattivate" da un attacco a sorpresa della Lexington, che mostrò quanto velocemente in uno scontro navale gli aerei potevano far pendere la bilancia da una parte o dall'altra.
Dopo lo spostamento della flotta nei Caraibi, nel maggio 1930 la Saratoga partecipò alla Rivista Navale svolta a Norfolk, Virginia, per l'allora Presidente Herbert Hoover. Il 21 giugno la Saratoga tornò a San Pedro.

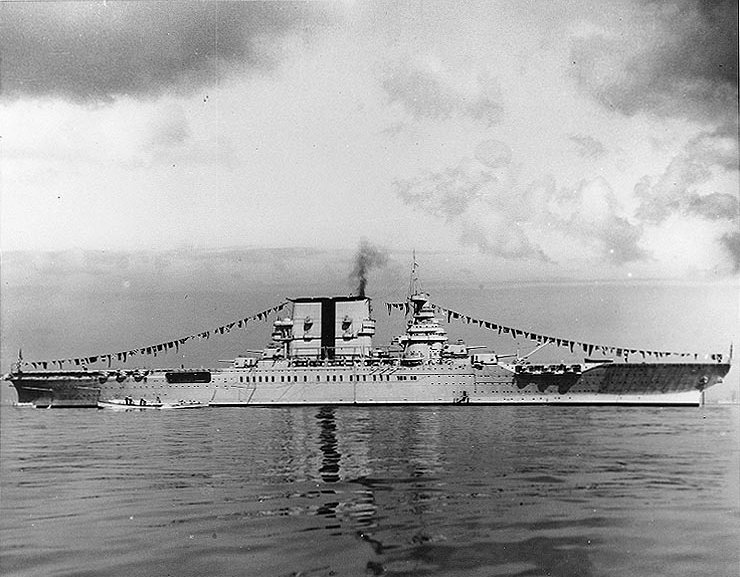
La Saratoga nel 1932, ben visibile la striscia nera sul fumaiolo che le valse il soprannome di Stripe-Stacked Sara

Durante il decennio successivo la Saratoga rimase di stanza a San Diego, dove continuò le esercitazioni, fatta eccezione per gli annuali Fleet Problem e per lavori di manutenzione svolti a cadenza regolare nei Bremerton Navy Yard. Nei Fleet problem, la Saratoga continuò a contribuire allo sviluppo di tattiche per le portaerei veloci e la sua importanza è stata riconosciuta dal fatto che fu sempre considerata un obiettivo prioritario da parte delle forze opposte.
La Fleet Problem del 1932 era prevista nelle Hawaii e, per coincidenza, si svolse durante il picco della rabbia dell'opinione pubblica seguita all'Incidente di Mukden, in cui il Giappone prese la strada che lo portò alla seconda guerra mondiale. Dal 31 gennaio al 19 marzo partecipò alle esercitazioni nelle Hawaii, dove tornò l'anno successivo per nuove esercitazioni svolte dal 23 gennaio al 28 febbraio 1933. Sulla via del ritorno verso la West Coast, simulò con successo un attacco aereo contro la zona di Long Beach.
Le esercitazioni del 1934 portarono la Saratoga nei Caraibi e nell'Atlantico per un lungo periodo, dal 9 aprile al 9 novembre, e furono seguiti da operazioni altrettanto estese svolte l'anno successivo assieme alla flotta di stanza nel Pacifico. Dal 27 aprile al 6 giugno 1936 partecipò alla Fleet Problem svolta nella zona del Canale di Panama, per poi tornare con la flotta alle Hawaii per ulteriori esercitazione, svolte dal 16 aprile al 28 maggio 1937.
Il 15 marzo 1938 la Saratoga salpò da San Diego per la Fleet Problem XIX, ancora una volta condotta al largo delle Hawaii. Durante la seconda fase dell'esercitazione, la Saratoga lanciò un attacco aereo a sorpresa contro Pearl Harbor da un punto a circa 100 miglia (180 km) al largo di Oahu, modello di attacco che i giapponesi copiarono per il successivo attacco di Pearl Harbor nel dicembre 1941. Durante il ritorno verso la West Coast, la Saratoga e la Lexington replicarono l'impresa simulando attacchi contro Mare Island e Alameda. La Saratoga, sottoposta a lavori di revisione, non poté partecipare alle esercitazioni del 1939, ma dal 2 aprile al 21 giugno 1940 prese parte alla Fleet Problem XXI, l'ultima esercitazione che si tenne a causa del crescente clima di crisi seguito allo scoppio della seconda guerra mondiale.

### Seconda guerra mondiale

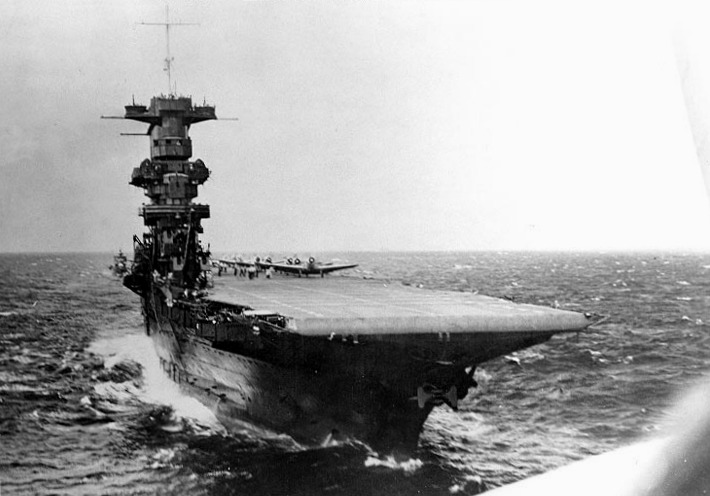
Lancio di un TBD Devastator dalla Saratoga, estate del 1941

#### 1941
Dal 14 al 29 ottobre 1940 la Saratoga trasportò personale militare da San Pedro alle Hawaii, e il 6 gennaio 1941, entrò nei Bremerton Navy Yard dove fu sottoposta a lunghi lavori di modernizzazione, comprensivi dell'ampliamento del ponte di volo dal lato di prua, modifiche allo scafo sul lato di dritta e l'installazione di ulteriori cannoni antiaerei. La Saratoga fu una delle 14 navi a ricevere la prima versione del radar CXAM. Partita da Bremerton il 28 aprile 1941, a maggio la Saratoga partecipò ad una simulazione di sbarco anfibio e tra giugno e ottobre fece due viaggi alle Hawaii fino a che la crisi diplomatica tra gli Stati Uniti ed il Giappone non divenne troppo forte. Il 26 novembre 1941 si diresse verso i cantieri navali del Puget Sound Naval Shipyard dove fu sottoposta a revisione.
Quando i giapponesi attaccarono Pearl Harbor il 7 dicembre 1941, la Saratoga stava entrando nel porto di San Diego dopo aver stazionato in un bacino di carenaggio a Bremerton. Il giorno seguente salpò in tutta fretta per unirsi alla Lexington ed alla Enterprise per formare una forza di tre portaerei. Sulla Saratoga erano imbarcati aerei da caccia del Corpo dei Marine che dovevano andare a rafforzare il presidio dei Marine sull'Isola di Wake, isola statunitense situata nel Pacifico centrale. L'imbarco di questi aerei sulla Saratoga rappresentò la scelta più logica per completare e difendere la missione di rinforzo.
La Saratoga raggiunse Pearl Harbor il 15 dicembre e si fermò solo il tempo necessario per rifornirsi di carburante. Ripartita, si incontrò con la Tangier, che imbarcava truppe e rifornimenti di vario tipo, con la Lexington e la Enterprise che a distanza fornivano copertura aerea all'operazione. Tuttavia, l'operazione fu rallentata dalla bassa velocità della nave da trasporto combustibile che accompagnava la Saratoga e, il 21 dicembre, dalle operazioni di rifornimento dei cacciatorpediniere di scorta. Dopo aver ricevuto segnalazioni dell'avvistamento di aerei giapponesi sopra l'isola di Wake e del successivo sbarco di truppe nemiche, il 22 dicembre fu sollecitato l'intervento della missione di rinforzo. Il giorno successivo, Wake cadde in mani giapponesi.

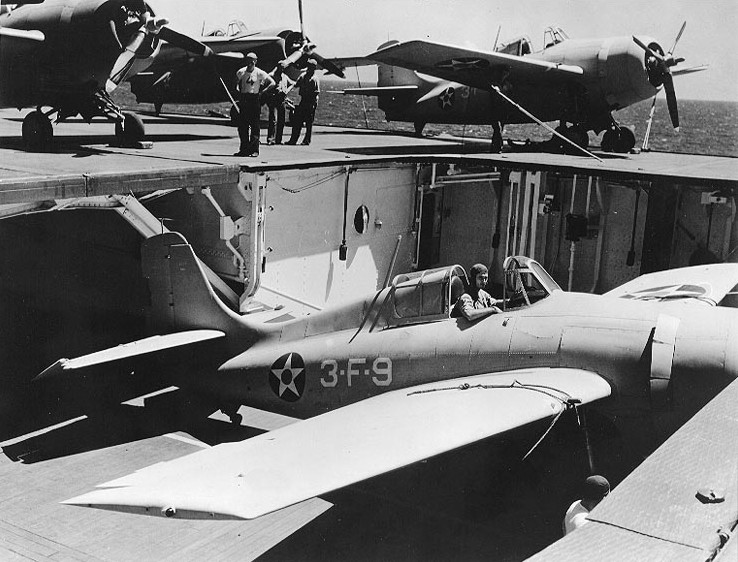
F4F Wildcat imbarcati sulla Saratoga, ottobre 1941

#### 1942
La Saratoga continuò a pattugliare la zona delle Hawaii. L'11 gennaio 1942, mentre stava andando incontro alla Enterprise, a circa 500 miglia (930 km) a sud-ovest di Pearl Harbor fu colpito da un siluro lanciato dal sottomarino giapponese I-6.
Nell'attacco rimasero uccisi 6 marinai e, nonostante 3 locali caldaia furono inondati, la Saratoga riuscì a raggiungere in fretta Pearl Harbor. Oltre alle riparazioni temporanee, furono rimossi gli otto cannoni da 8" (203 mm), inutili contro gli attacchi aerei, che furono installati come artiglieria costiera su Oahu.
Si ritenne infatti molto improbabile che la Saratoga potesse aver bisogno di tali cannoni, visto che essi erano utili solo per difendersi dagli attacchi di superficie, ed era un dato di fatto che nessuna portaerei statunitense subì mai un attacco di tale tipo. In ogni caso, le portaerei statunitensi erano sempre accompagnate da incrociatori pesanti e spesso da navi da battaglia, in grado di difenderle da qualunque attacco di superficie. In questa situazione i nemici da cui dovevano guardarsi le portaerei erano gli aerei ed i sottomarini. Successivamente la Saratoga tornò nei cantieri di Bremerton, dove lo scafo fu riparato definitivamente, l'apparato propulsivo fu revisionato e fu installata una più moderna batteria contraerea. Gli originali 12 cannoni da 5" (127 mm)/ 25 furono sostituiti 16 nuovi cannoni da 5" (127 mm)/38.
Mentre era in riparazione, tra il 4 e l'8 maggio fu combattuta la battaglia del Mar dei Coralli, in cui fu affondata la sua nave sorella, la Lexington. La Saratoga salpò da Bremerton il 22 maggio in direzione di San Diego, dove arrivò il 25 maggio. Aveva appena iniziato il rinnovamento degli aerei imbarcati quando gli analisti della Marina statunitense decrittarono un messaggio cifrato della Marina Imperiale contenente il piano invasione dell'atollo di Midway. A causa della necessità della Saratoga di prendere a bordo nuovi aeromobili (compresi i nuovi aerosiluranti Grumman TBF Avenger), centinaia di tonnellate di cibo per le sue dispense e pezzi di ricambio per gli aerei, così come la necessità per la Marina statunitense di formare una Task Force di incrociatori e cacciatorpediniere per scortarla, la portaerei non fu in grado di salpare da San Diego prima del 1º giugno. Arrivò a Pearl Harbor solo il 6 giugno, ultimo giorno di combattimenti della battaglia delle Midway.
La Saratoga partì da Pearl Harbor il 7 giugno, dopo essersi rifornita di carburante, e raggiunse l'area della battaglia la mattina del 9 giugno. Durante il giorno il retroammiraglio Frank Fletcher, la cui nave ammiraglia, la portaerei Yorktown, era stata affondata nella battaglia appena terminata, salì a bordo della Saratoga assieme al suo staff e ne fece la sua nuova nave ammiraglia. L'11 giugno 34 aerei della Saratoga furono trasferiti sulla Enterprise e sulla Hornet per reintegrare i loro squadroni rimasti decimati. In particolare, nella battaglia la Hornet aveva perso tutti gli aerosiluranti e la Enterprise la quasi totalità. Così come l'affondata Yorktown. Le tre portaerei si diressero a nord dalle Hawaii per contrastare una sospetta attività giapponese nelle isole Aleutine, situate nelle acque dell'Alaska. Non si concretizzò nessun attacco giapponese, e il 13 giugno la Saratoga tornò a Pearl Harbor. Dal 22 al 29 giugno, la Saratoga trasportò alle isole Midway truppe dei Marine e aerei della United States Air Force per sostituire quelli abbattuti durante la battaglia. Il 7 luglio partì in direzione del Pacifico sud-occidentale dove era in corso la campagna delle isole Salomone. Dal 28 al 30 luglio fornì copertura aerea alla simulazione di sbarco anfibio sulle Figi, parte dei test effettuati in previsione dell'invasione di Guadalcanal nelle Isole Salomone.

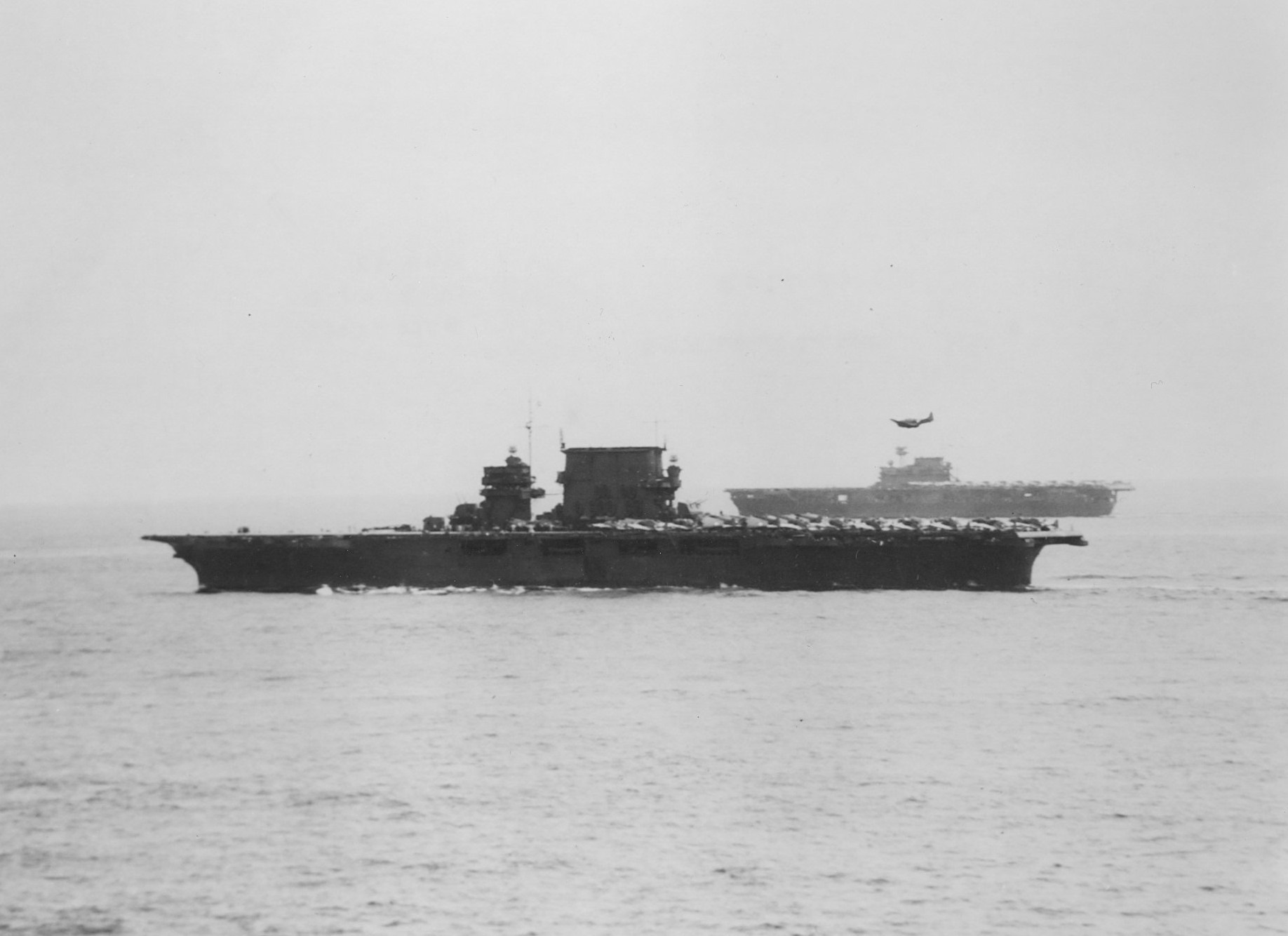
La Saratoga, in primo piano, e la Enterprise al largo di Guadalcanal, agosto 1942

Come nave ammiraglia di Fletcher, il 7 agosto la Saratoga aprì la campagna di Guadalcanal col lancio di aerei contro Guadalcanal, Tulagi e le isole vicine. Per i successivi due giorni, contribuì anche a fornire copertura aerea per lo sbarco anfibio della 1st Marine Division su Guadalcanal e di una forza più piccola su Tulagi. Il primo giorno di combattimenti, un attacco aereo giapponese fu respinto prima di poter arrivare nei pressi della flotta statunitense. Tuttavia, dato che ci si aspettava ulteriori attacchi, nel pomeriggio dell'8 agosto le tre portaerei e la loro scorta si ritirarono verso sud per fare rifornimento. Come risultato, la Task Force si trovò troppo a sud per intervenire quando, nella notte, la Marina Imperiale condusse un attacco di superficie contro le forze statunitensi. In quella che prese il nome di battaglia dell'isola di Savo, i giapponesi affondarono quattro incrociatori e danneggiarono gravemente un incrociatore e diversi cacciatorpediniere. La Marina statunitense scoprì così l'eccellente preparazione delle navi nemiche al combattimento al buio, affinata da numerose esercitazioni notturne.
La Task Force di portaerei partì a est delle Isole Salomone, a guardia delle rotte marittime verso Guadalcanal in attesa della segnalazione di un eventuale contrattacco giapponese. Tale contrattacco, il terzo dei cinque scontri portaerei contro portaerei che ebbero luogo durante la guerra, prese il nome di battaglia delle Salomone Orientali e cominciò a concretizzarsi il 23 agosto, quando fu avvistata una forza giapponese di trasporto truppe. La Saratoga e le altre portaerei lanciarono i loro aerei contro le navi giapponesi ma questi non furono in grado di trovarle e, a corto di carburante, dovettero atterrare e passare la notte nella base di Henderson Field a Guadalcanal. Quando questi aerei ritornarono il giorno successivo, comunicarono la posizione delle portaerei giapponesi, avvistate all'alba. Due ore più tardi, la Saratoga, la Enterprise e la Hornet lanciarono un attacco aereo, che riuscì ad affondare le portaerei leggera Ryūjō.
Più tardi, quello stesso pomeriggio, quando fu rilevata una nuova incursione aerea giapponese, la Saratoga lanciò subito i suoi aerei, che trovarono e danneggiarono la nave appoggio idrovolanti Chitose.
Nel frattempo, coperta dal cielo nuvoloso, la Saratoga sfuggì al rilevamento da parte degli aerei giapponesi, che concentrarono i loro attacchi sulla Enterprise, che riportò diversi danni. I piloti statunitensi riuscirono comunque ad indebolire la forza aerea nemica, tanto che la Marina Imperiale fu costretta a richiamare indietro le navi da trasporto truppe prima che esse potessero giungere a Guadalcanal.
Gli ultimi aerei tornarono sulla Saratoga la sera del 24 agosto, il giorno successivo la portaerei fece rifornimento, per poi riprendere i pattugliamenti nelle acque a est delle Isole Salomone inferiori.
Una settimana più tardi, un cacciatorpediniere della Marina statunitense avvistò la scia di un siluro diretto verso la Saratoga, ma la lunga portaerei non virò abbastanza in fretta per evitarlo. Un attimo dopo il siluro, lanciato dal sottomarino I-26, colpì lo scafo sul lato di dritta. Non ci furono perdite tra i membri dell'equipaggio e fu inondata solo una sala caldaia, ma l'esplosione causò numerosi cortocircuiti. Questo danneggiò il sistema di propulsione della Saratoga, che rimase così impossibilitata a muoversi. L'incrociatore Minneapolis prese a rimorchio la Saratoga, che lanciò i suoi aerei per andare a rafforzare gli aeroporti di terra. Nel primo pomeriggio, l'equipaggio della sala macchine della Saratoga riuscì ad improvvisare una riparazione d'emergenza all'impianto elettrico. La Saratoga fu quindi in grado di raggiungere 10 nodi (19 km/h).
Dopo alcuni lavori di riparazione temporanei in Tongatapu dal 6 al 12 settembre, la Saratoga fu in grado di fare rotta verso nord, arrivando a Pearl Harbor il 21 settembre dove fu sottoposta a riparazioni complete in un bacino di carenaggio. Tornò nelle Isole Salomone nel mese di novembre.

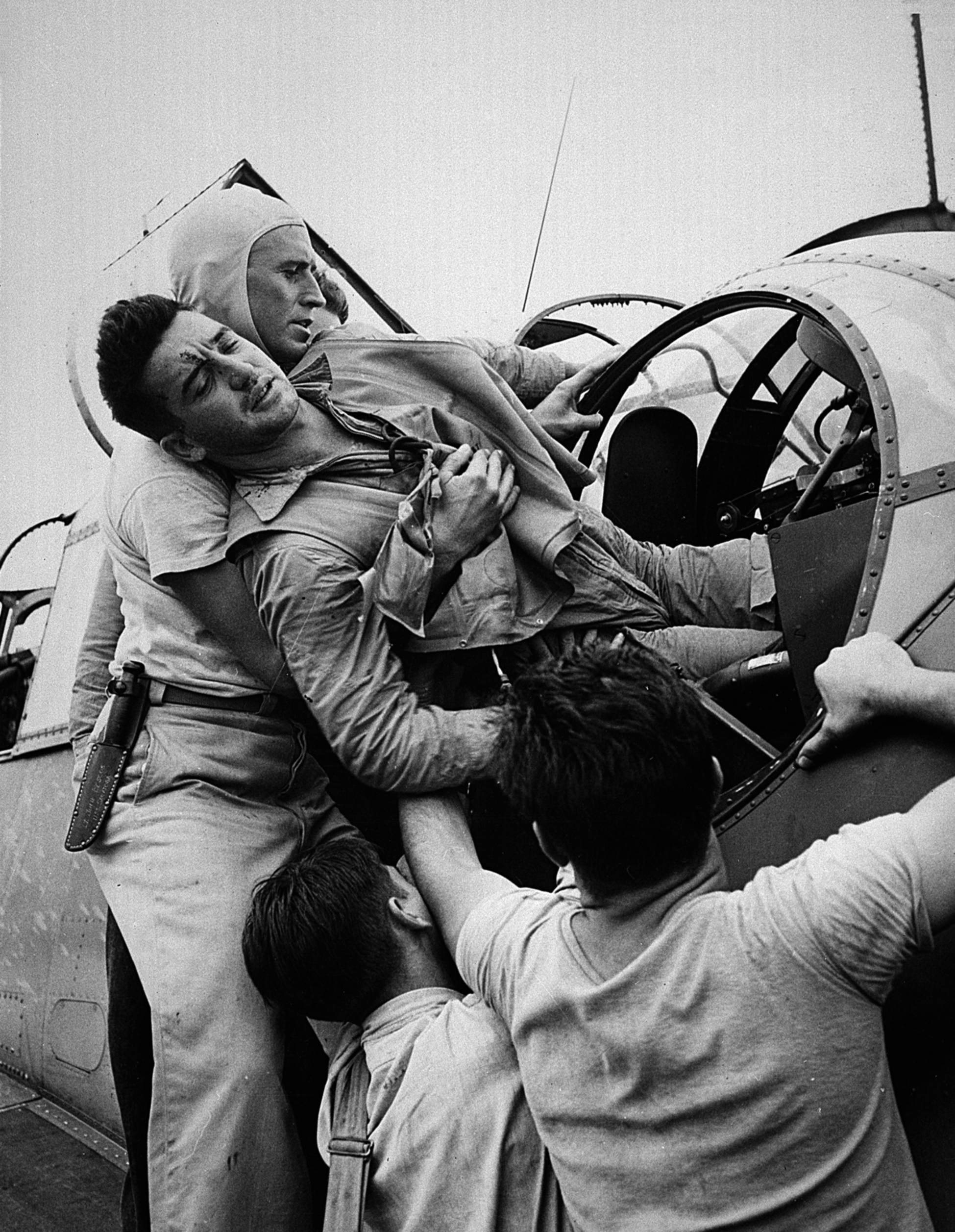
L'equipaggio della Saratoga soccorre l'aviere Kenneth Bratton, mitragliere di un TBF Avenger, rimasto ferito durante il raid su Rabaul il 5 novembre 1943. Il suo aereo, assieme ad un F6F Hellcat, si scontrò con 8 caccia Zero, abbattendone 3. Bratton ed il pilota del TBF, il comandante Henry Caldwell, sopravvissero.

#### 1943
La Saratoga salpò da Pearl Harbor il 10 novembre 1942 e procedette attraverso le Figi fino alla base Alleata di Nouméa, a sud-est di Guadalcanal, che raggiunse il 5 dicembre 1942. Ha operato in prossimità di Nouméa per i successivi dodici mesi, fornendo copertura aerea per operazioni minori e proteggendo le forze statunitensi nelle Isole Salomone orientali, di modo che una flotta giapponese senza portaerei non avrebbe potuto tentare l'invasione. Dall'aprile fino al 22 agosto 1943 la Saratoga fu sotto al comando del retroammiraglio Henry Mullinnix.
Dal 17 maggio al 31 luglio 1943 la flotta statunitense fu rafforzata dalla portaerei britannica Victorius, e dal 20 ottobre arrivò la portaerei leggera Princeton.
Il 1º novembre, durante lo sbarco su Bougainville, gli aerei della Saratoga neutralizzarono gli aeroporti giapponesi sulla vicina Buka. Il 5 novembre, in risposta alla segnalazione di incrociatori giapponesi concentrati a Rabaul per tentare di contrattaccare le forze alleate di sbarco, la Saratoga condusse quella che forse fu la sua operazione più brillante della guerra. I suoi aerei penetrarono le forti difese del porto e bombardarono le navi lì ancorate, riuscendo a danneggiare pesantemente 5 incrociatori ed eliminando il pericolo di un attacco di superficie giapponese contro Bougainville. La Saratoga uscì indenne dallo scontro e l'11 novembre lanciò un nuovo attacco aereo contro Rabaul. La Saratoga e la Princeton furono integrate nel Relief Carrier Group che avrebbe preso parte alla campagna delle isole Gilbert. Dopo aver bombardato Nauru il 19 novembre, il 23 novembre si incontrarono con navi da trasporto truppe dirette verso Makin e Tarawa. Le portaerei fornirono copertura aerea fino a quando le navi non raggiunsero le loro destinazioni, per poi effettuare pattugliamenti aerei sopra Tarawa. La Saratoga era in navigazione da oltre un anno senza soste per riparazioni, ed il 30 novembre fu distaccata dalla flotta e tornò negli Stati Uniti. Fu sottoposta a revisione nei cantieri di San Francisco dal 9 dicembre 1943 al 3 gennaio 1944. Durante i lavori la sua batteria antiaerea fu aumentata per l'ultima volta, passando da 36 cannoni da 20 mm a 60 cannoni da 40 mm.

#### 1944
Arrivò a Pearl Harbor il 7 gennaio, e dopo un breve periodo di test, il 19 gennaio salpò assieme alle portaerei leggere Langley e Princeton a sostegno delle operazioni nelle isole Marshall. I suoi aerei colpirono Wotje e Taroa per tre giorni consecutivi, dal 29 al 31 gennaio, per poi spostare gli attacchi su Engebi, l'isola principale di Eniwetok, che durarono dal 3 al 6 febbraio e poi di nuovo dal 10 12 febbraio. Il 16 febbraio i suoi aerei diedero il colpo finale alle difese giapponesi ed il giorno successivo le truppe statunitensi sbarcarono su Eniwetok. Gli aerei della Saratoga fornì supporto aereo e pattugliarono l'isola fino al 28 febbraio. In seguito, la Saratoga prese congedo dai principali teatri della guerra del Pacifico per quasi un anno, durante il quale svolse altrove incarichi meno spettacolari ma di eguale importanza. Il suo primo compito fu quello di aiutare i britannici nella loro offensiva in Estremo Oriente. Il 4 marzo la Saratoga partì da Majuro con una scorta di tre cacciatorpediniere e navigò attraverso Espiritu Santo, Hobart, Tasmania, e Fremantle, in Australia, per andare ad unirsi alla Eastern Fleet britannica di stanza nell'Oceano Indiano. Il 27 marzo incontrò in mare aperto la forza britannica, composta dalla portaerei Illustrious dall'incrociatore da battaglia Renown, dalle navi da battaglia Queen Elizabeth e Valiant e dalla loro scorta, assieme alla quale il 31 marzo giunse a Trincomalee, in Ceylon. Il 12 aprile si unì a loro la nave da battaglia francese Richelieu, ad accrescere il carattere internazionale di una forza che già comprendeva, oltre a quelle statunitensi e britanniche, navi da guerra provenienti da Australia, Nuova Zelanda e Paesi Bassi. Durante i due giorni successivi, le portaerei organizzarono corsi di formazione intensiva in mare durante i quali i piloti della Saratoga cercarono di trasmettere la loro maggiore esperienza a quelli britannici. Il 16 aprile la Eastern Fleet, assieme alla Saratoga, salpò da Trincomalee.

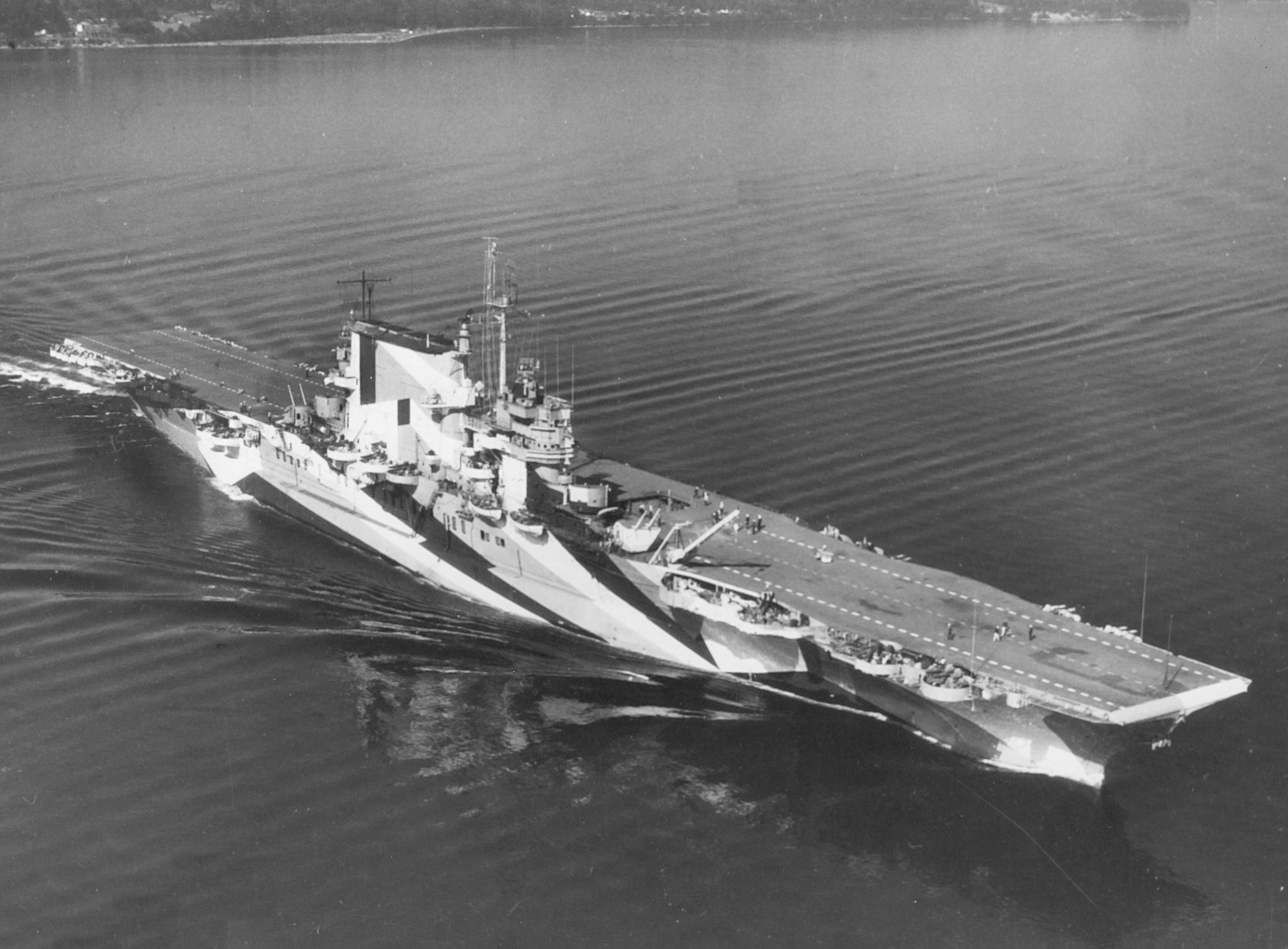
La Saratoga con lo schema mimetico Design 11A nei colori Measure 32, 7 settembre 1944

Il 19 aprile fu lanciata l'Operazione Cockpit, e gli aerei della Saratoga e della Illustrious colpirono la città portuale di Sabang. I giapponesi furono colti di sorpresa dall'attacco alleato, che riuscì a provocare seri danni alle infrastrutture portuali ed alle riserve di petrolio subendo minime perdite. Il raid fu un tale successo che la Saratoga ritardò la sua partenza per effettuare un secondo attacco. Il 6 maggio la flotta salpò nuovamente da Ceylon ed il 17 maggio colpì con successo Surabaya, su Giava. La Saratoga si stacco dalla flotta il giorno seguente e, mentre le stava superando, le navi di Eastern Fleet le resero onore e gli equipaggi si applaudirono a vicenda. Il 10 giugno 1944 arrivò Bremerton per essere sottoposta a revisione. Il 24 settembre tornò a Pearl Harbor ed iniziò già nel 1931, e durante la guerra molti piloti di ritorno da una missione furono costretti ad atterrare su una portaerei di notte, ma solo nell'agosto 1944 una portaerei, la Independence, ricevette il primo gruppo di aerei appositamente equipaggiati per operare di notte. Allo stesso tempo, la Carrier Division 11, composta dalla Saratoga e dalla Ranger, fu assegnata a Pearl Harbor col compito di addestrare i piloti e di sviluppare tecniche e procedure per il volo notturno. La Saratoga continuò con le attività di formazioni notturne per quasi quattro mesi, ma già a ottobre il suo comandante di divisione comunicò che: "mentre si occupa prevalentemente nella formazione (di piloti), la Saratoga ha grande valore in combattimento e deve essere mantenuta disponibile per potenziali mansioni di combattimento." ("while employed primarily for training, Saratoga is of great value for combat and is to be kept potentially available for combat duty."). La chiamata arrivò nel gennaio 1945. Le portaerei leggere come la Independence si erano dimostrate troppo piccole perché i decolli e gli atterraggi notturni fossero sicuri, e il 29 gennaio la Saratoga lasciò Pearl Harbor per andare a formare assieme alla Enterprise un gruppo specializzato nella caccia notturna, in preparazione all'invasione di Iwo Jima.
Nel settembre 1944, un bombardiere in picchiata SBD Dauntless effettuò il 75.000° appontaggio sulla Saratoga. Erano passati sedici anni da quando il capitano di corvetta Marc Mitscher atterrò per la prima volta sul ponte di volo della Saratoga.

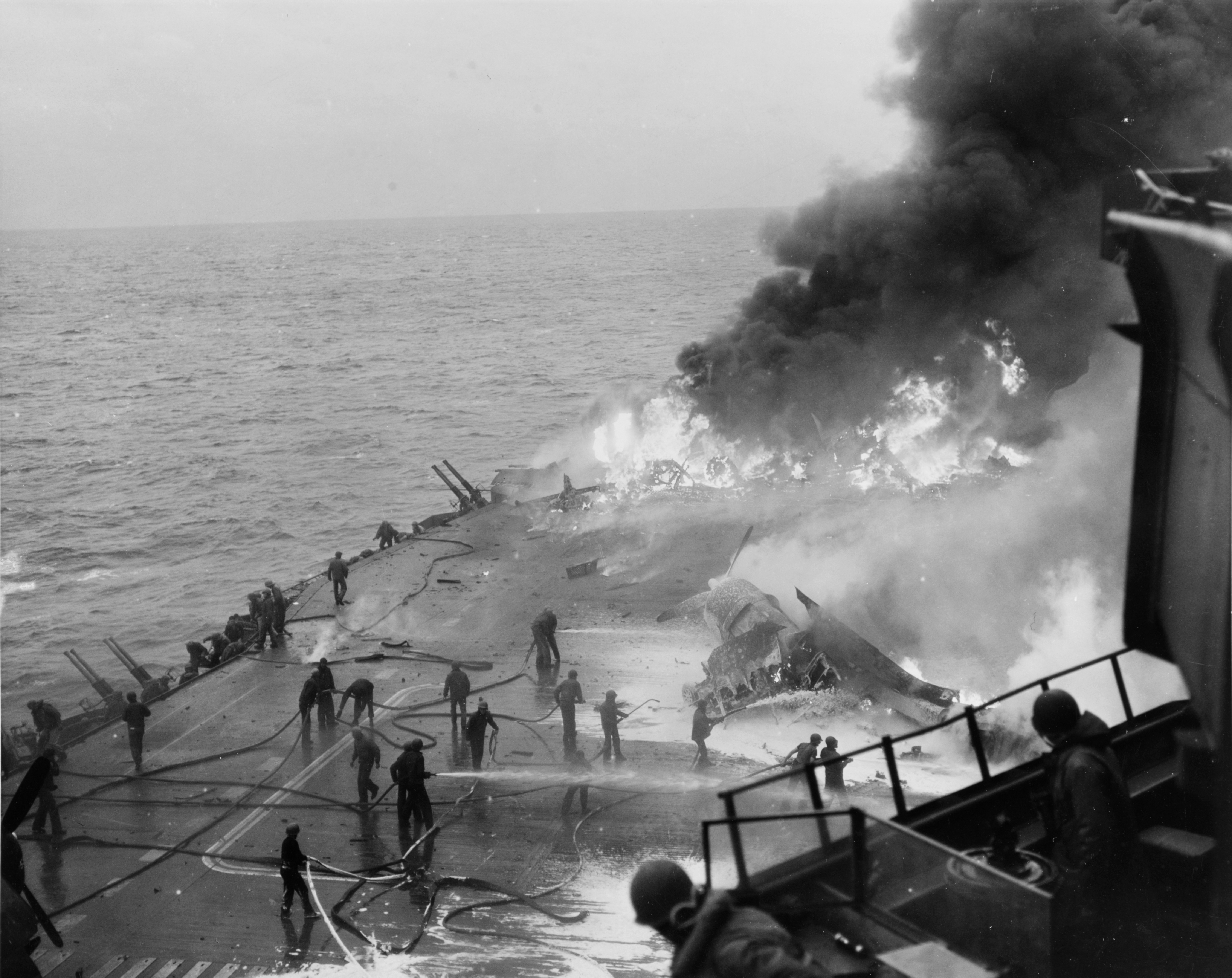
Il ponte di volo della Saratoga danneggiato dagli attacchi kamikaze, 21 febbraio 1945

#### 1945
La Saratoga arrivò a Ulithi il 7 febbraio, tre giorni dopo salpò assieme alla Enterprise e ad altre 4 Task Force di portaerei. Dopo le prove di sbarco effettuate dai Marines su Tinian il 12 febbraio, la flotta statunitense effettuò attacchi diversivi su alcune isole vicine nelle notti del 16 e 17 febbraio, pochi giorni dopo le truppe statunitensi sbarcarono su Iwo Jima. Alla Saratoga fu assegnato il compito di fornire copertura aerea mentre le restanti portaerei lanciavano attacchi sul Giappone, ma durante i combattimenti i suoi aerei arrivarono a sorvolare due aeroporti giapponesi. Le navi fecero rifornimento il 18 e 19 febbraio, il 21 febbraio la Saratoga fu distaccata con una scorta di tre cacciatorpediniere per unirsi alle forze anfibie e per effettuare pattugliamenti notturni su Iwo Jima e la missioni notturne di disturbo sulla vicina Chichi-jima. Tuttavia, mentre stava raggiungendo la sua zona operativa, alle 17:00 del 21 febbraio, fu attaccata da aerei giapponesi. Approfittando delle nuvole basse e della scorta insufficiente, 6 kamikaze riuscirono ad avvicinarsi alla nave, di questi 5 colpirono la portaerei. Il ponte di volo della Saratoga fu colpito e distrutto nel lato di prua, mentre 2 kamikaze colpirono il lato di dritta ed esplosero all'interno della nave, causande un grande incendio nell'hangar. Nell'attacco 123 membri dell'equipaggio rimasero uccisi o furono dispersi. Un secondo attacco fu portato a segno alle 19:00, quando un altro kamikaze colpì la nave. Alle 20:15 gli incendi furono sotto controllo e la Saratoga era di nuovo in grado di far tornare a bordo gli aerei ancora in volo, ma le fu ordinato di tornare ad Eniwetok ed in seguito di raggiungere la West Coast per effettuare riparazioni a Bremerton, dove arrivò il 16 marzo.
Il 22 maggio lasciò i Puget Sound Naval Shipyard completamente riparata, e tornata a Pearl Harbor il 3 giugno ricominciò le attività di addestramento piloti. Proseguì in questo compito fino al 6 settembre, dopo la resa del Giappone, ed il 9 settembre salpò dalle Hawaii diretta verso gli Stati Uniti con a bordo 3.712 veterani della Marina, come parte dell'Operazione Magic Carpet. Durante l'intera Operazione Magic Carpet, la Saratoga riportò a casa 29.204 veterani della guerra del Pacifico, più di ogni altra nave coinvolta nell'operazione. Al in quel momento deteneva anche il record per il maggior numero di aerei atterrati su una portaerei, con un totale di 98.549 appontaggi in 17 anni.

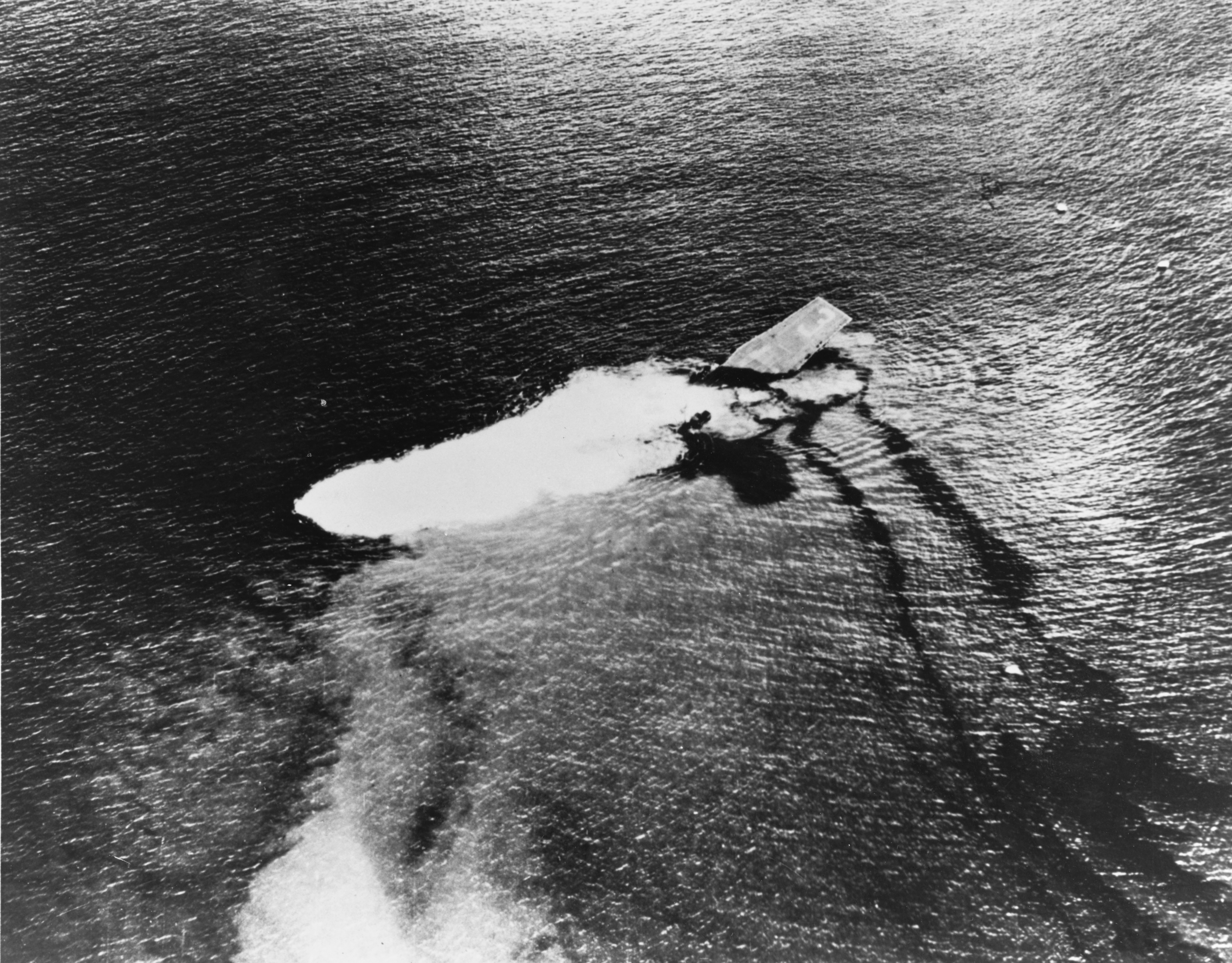
La Saratoga sprofonda nella laguna di Bikini, 25 luglio 1946

### Dopoguerra
Con l'arrivo di un gran numero di nuove portaerei classe Essex, la Saratoga era un surplus rispetto alle esigenze della Marina nel dopoguerra e fu così assegnata come nave bersaglio per l'Operazione Crossroads svolta nell'Atollo di Bikini con lo scopo di testare l'effetto di un'esplosione atomica sulle navi da guerra. La Saratoga sopravvisse alla prima esplosione, il cosiddetto Test Able, effettuata ad alta quota il 1º luglio 1946, riportando solo danni minori. Nel successivo Test Baker del 25 luglio la bomba fu posizionata a 27 metri di profondità, sotto la LSM-60. La Saratoga, posta a circa 500 m dalla LMS-60, riportò danni irreparabili a seguito della detonazione. Eventuali tentativi di salvataggio furono impediti dall'elevata radioattività e a 7 ore e mezzo dall'esplosione, con la torretta crollata sul ponte di volo, la Saratoga sprofondò di poppa sotto la superficie della laguna. Fu radiata d'ufficio il 15 agosto 1946.

## Onorificenze
La Saratoga ricevette sette Battle star per il servizio reso nella seconda guerra mondiale.

## Relitto
Negli ultimi anni il relitto della Saratoga, la cui cima è a soli 12 m di profondità, era diventata una meta ambita per i subacquei amatoriali, in quanto si trattava di uno dei due soli relitti di portaerei a loro accessibili, l'altro è quello della Oriskany nel Golfo del Messico. Il sito fu chiuso ai subacquei nel 2008 dal Consiglio Governativo locale. Questo perché una combinazione di fattori, tra cui l'aumento del prezzo dei carburanti, l'inaffidabilità delle compagnie aeree ed una cattiva gestione in loco, avevano portato alla progressiva perdita di redditività delle attività di immersione

## LaSaratoganei media
- Nel film Hell Divers del 1931, Wallace Beery e Clark Gable interpretano una coppia di piloti in competizione tra loro a bordo della Saratoga.
- La commedia Son of a Sailor del 1933, diretta da Joe E. Brown, fu girata a bordo della Saratoga.
- Nel 1946, quattro giorni prima del suo affondamento, dalla Saratoga fu trasmessa una puntata del Jack Benny's radio show come addio alla nave.